# Safaritent

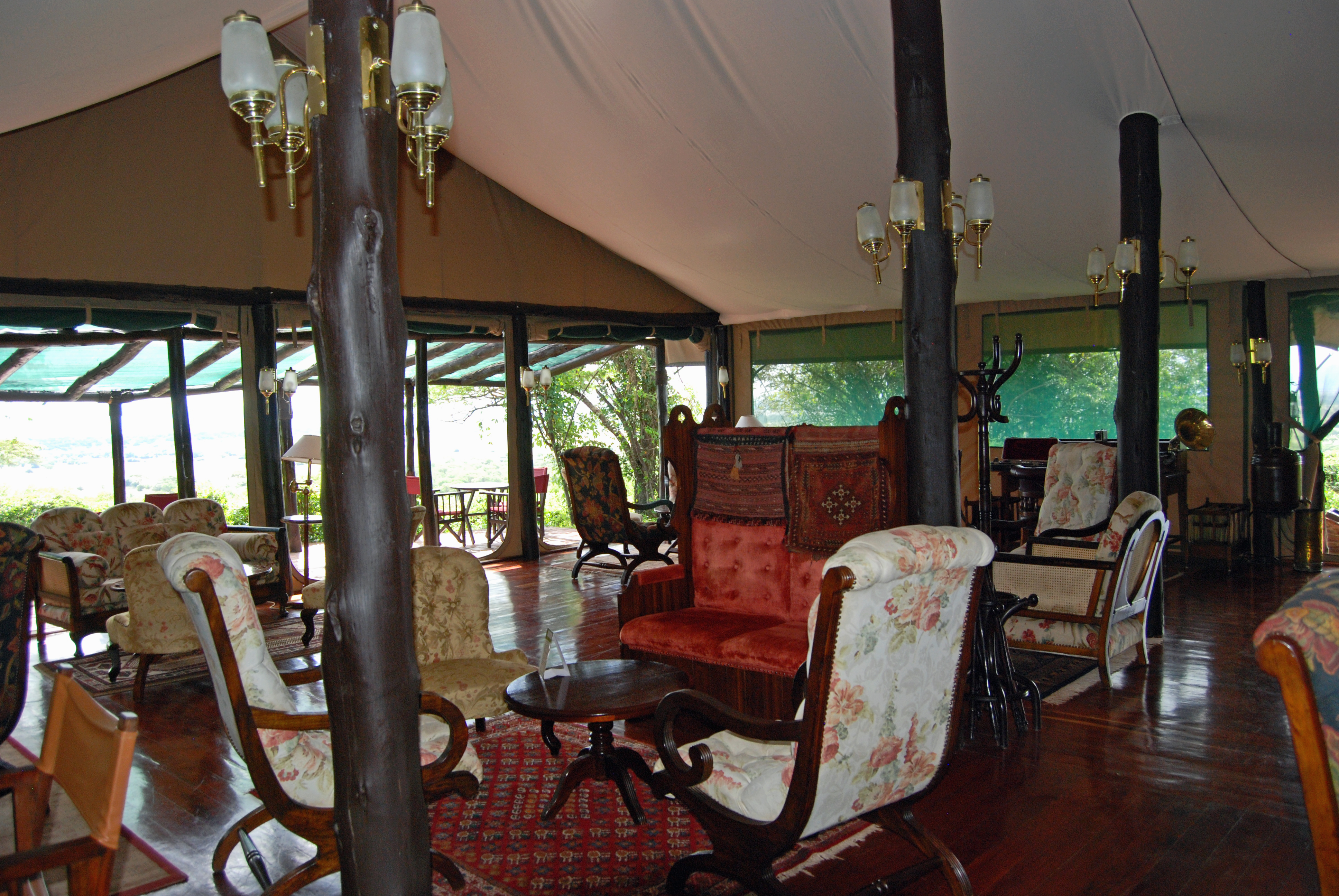
Safaritent

Een safaritent of Serengetitent (genoemd naar de streek in het noorden van Tanzania en het zuiden van Kenia, waar de safaritenten voor het eerst verschenen) is een tent die werd gebruikt als onderkomen voor jagers die op safari (letterlijke vertaling: "op reis") gingen om op groot wild te jagen. 
Tegenwoordig worden zulke tenten in de diverse Afrikaanse wildparken verhuurd. Sinds enige jaren is de safaritent in opkomst als vorm van glamping ("glamorous camping"), luxueus kamperen in een ruime tent met de inrichting van een hotelkamer. Andere namen voor de safaritent zijn ook wel safarilodgetent en villatent.